# 스콧 웬트워스
스콧 웬트워스(Scott Wentworth, 1955년 1월 1일 ~ )는 미국의 배우이다.
볼티모어에서 태어났다.

## 출연 작품

### 영화
- 야망의 노래 (1989, Sing)
- 아이스 스톰 (1997)
- Free Fall (1999)
- 다이어리 오브 데드 (2007) - 앤드루 역

### 텔레비전
- Kung Fu: The Legend Continues (1994-96)